# Erdmann von Uthmann
Franz Erdmann Konrad von Uthmann (* 30. März 1790 in Obermahliau, Landkreis Trebnitz; † 26. Januar 1861 in Wiesbaden) war ein preußischer Generalmajor.

## Leben

### Herkunft
Erdmann war Angehöriger des schlesischen Adelsgeschlechts von Uthmann und der Sohn des preußischen Premierleutnants a. D. und Herrn auf Obermahliau Hans Friedrich von Uthmann (1749–1804) und dessen Ehefrau Johanna Friederike Sophie, geborene von Fehrentheil und Gruppenberg (1752–1808).

### Militärkarriere
Uthmann trat am 26. Mai 1802 als Gefreitenkorporal in das Infanterieregiment „von Malschitzky“ der Preußischen Armee ein. Er avancierte Anfang April 1805 zum Portepeefähnrich, nahm während des Vierten Koalitionskrieges an der Schlacht bei Auerstedt teil und kam auf dem Rückzug nach Magdeburg, wo Uthmann nach kurzer Kriegsgefangenschaft inaktiv gestellt wurde. Am 4. November 1807 kam er als Fähnrich in das 2. Schlesische Infanterie-Regiment. Mitte Dezember 1809 erhielt er seinen Abschied als Sekondeleutnant.
Uthmann kehrt zur Armee zurück und wurde am 19. Mai 1812 als aggregierter Sekondeleutnant in das Ingenieurkorps übernommen. Während der Befreiungskriege befand er sich bei den Belagerungen von Erfurt, Maubeuge, Landrecies, Philippeville, Rocroi, Givet und der Verteidigung von Vitry. Er befand sich bei den Schlachten bei Bautzen, Dresden und Leipzig, wo er das Eiserne Kreuz II. Klasse erwarb. Uthmann kämpfte in den Gefechten bei Dippoldiswalde, Nollendorf, Etoges, Jeanvillers und Namur. Am 3. Juni 1814 wurde er Premierleutnant und Führer der 7. Feld-Pionierkompanie. Im Jahr 1815 erwarb er bei Belle Alliance auch das Eiserne Kreuz I. Klasse.
Am 20. April 1816 avancierte er zum Kapitän II. Klasse und Ingenieuroffizier vom Platz in Thionville. In gleicher Eigenschaft war er vom 1. April 1817 bis zum 2. Februar 1818 in Schweidnitz und anschließend in Köln tätig. Dort rückte er Mitte September zum Kapitän I. Klasse bei der 3. Ingenieur-Inspektion auf. Am 27. April 1822 wurde er Ingenieuroffizier vom Platz in Minden und in dieser Stellung am 25. Juni 1829 Major. Am 21. Dezember 1837 beauftragte man Uthmann mit der Wahrnehmung der Geschäfte als Inspekteur der 1. Rheinischen Ingenieur-Inspektion, bevor er am 19. Mai 1838 zum Inspekteur ernannt wurde. Er stieg Ende März 1840 zum Oberstleutnant auf und kam am 31. März 1842 als Inspekteur in die 3. Pionier-Inspektion. Am 7, April 1842 wurde er dann zum Oberst befördert und am 11. Oktober 1842 mit dem Roten Adlerorden III. Klasse mit Schleife ausgezeichnet. Zuletzt kam er am 26. November 1843 als Inspekteur in die 6. Festungsinspektion. Unter Verleihung des Charakters als Generalmajor erhielt Uthmann am 13. März 1847 seinen Abschied mit Pension. Er starb am 26. Januar 1861 in Wiesbaden.

### Familie
Am 28. November 1819 heiratete er in Frohse Karoline Adelaide Rabe (1799–1857). Das Paar hatte mehrere Kinder:
- Johanna Auguste Thekla (* 1820)
- Maximilian (1822–1885), Landeshauptmann von Schlesien, Herr auf Obermaliau und Klischen ⚭ 1851 Hedwig Klara von Kessel (1823–1887)[2], Eltern von Paul von Uthmann
- Johann (1824–1897), preußischer Generalmajor ⚭ 1853 Eveline Will (1830–1891)
- Anna (* 1826)
- Gustav Karl Hans (* 1829), Major a. D.
- Johanna Auguste Elisabeth (* 1838)